# اورتاکاپی (بتلیس)
اورتاکاپی (به ترکی استانبولی: Ortakapı) یک منطقهٔ مسکونی در ترکیه است که در بیتلیس واقع شده‌است.